# 시흥시장
시흥시장은 경기도 시흥시의 시장이다.

## 역대 시흥시장
| 대수     | 시장   | 임기                                | 비고            |
| -------- | ------ | ----------------------------------- | --------------- |
| 초대     | 박창곤 | 1989년 1월 1일 ~ 1989년 12월 26일   | 경기도 시흥시장 |
| 2대      | 이철규 | 1989년 12월 27일 ~ 1992년 9월 28일  | 경기도 시흥시장 |
| 3대      | 임석봉 | 1992년 9월 29일 ~ 1993년 5월 3일    | 경기도 시흥시장 |
| 4대      | 한인석 | 1993년 5월 14일 ~ 1994년 12월 31일  | 경기도 시흥시장 |
| 5대      | 하영수 | 1995년 1월 1일 ~ 1995년 6월 30일    | 경기도 시흥시장 |
| 6대      | 정언양 | 1995년 7월 1일 ~ 1998년 6월 30일    | 민선1기         |
| 7대      | 백청수 | 1998년 7월 1일 ~ 2002년 6월 30일    | 민선2기         |
| 8대      | 정종흔 | 2002년 7월 1일 ~ 2006년 6월 30일    | 민선3기         |
| 9대      | 이연수 | 2006년 7월 1일 ~ 2009년 1월 30일    | 민선4기         |
| 권한대행 | 엄정수 | 2007년 12월 12일 ~ 2007년 12월 23일 | 민선4기         |
| 권한대행 | 박명원 | 2007년 12월 24일 ~ 2009년 4월 29일  | 민선4기         |
| 10대     | 김윤식 | 2009년 4월 30일 ~ 2010년 6월 30일   | 민선4기         |
| 11대     | 김윤식 | 2010년 7월 1일 ~ 2014년 6월 30일    | 민선5기         |
| 12대     | 김윤식 | 2014년 7월 1일 ~ 2018년 6월 30일    | 민선6기         |
| 13대     | 임병택 | 2018년 7월 1일 ~ 2022년 6월 30일    | 민선7기         |
| 14대     | 임병택 | 2022년 7월 1일 ~                    | 민선8기         |

## 같이 보기
- 시흥시장 선거